# Macrocondyla pallipennis
Macrocondyla pallipennis är en tvåvingeart som beskrevs av Paramonov 1940. Macrocondyla pallipennis ingår i släktet Macrocondyla och familjen svävflugor. Inga underarter finns listade i Catalogue of Life.